# بريق الشمس

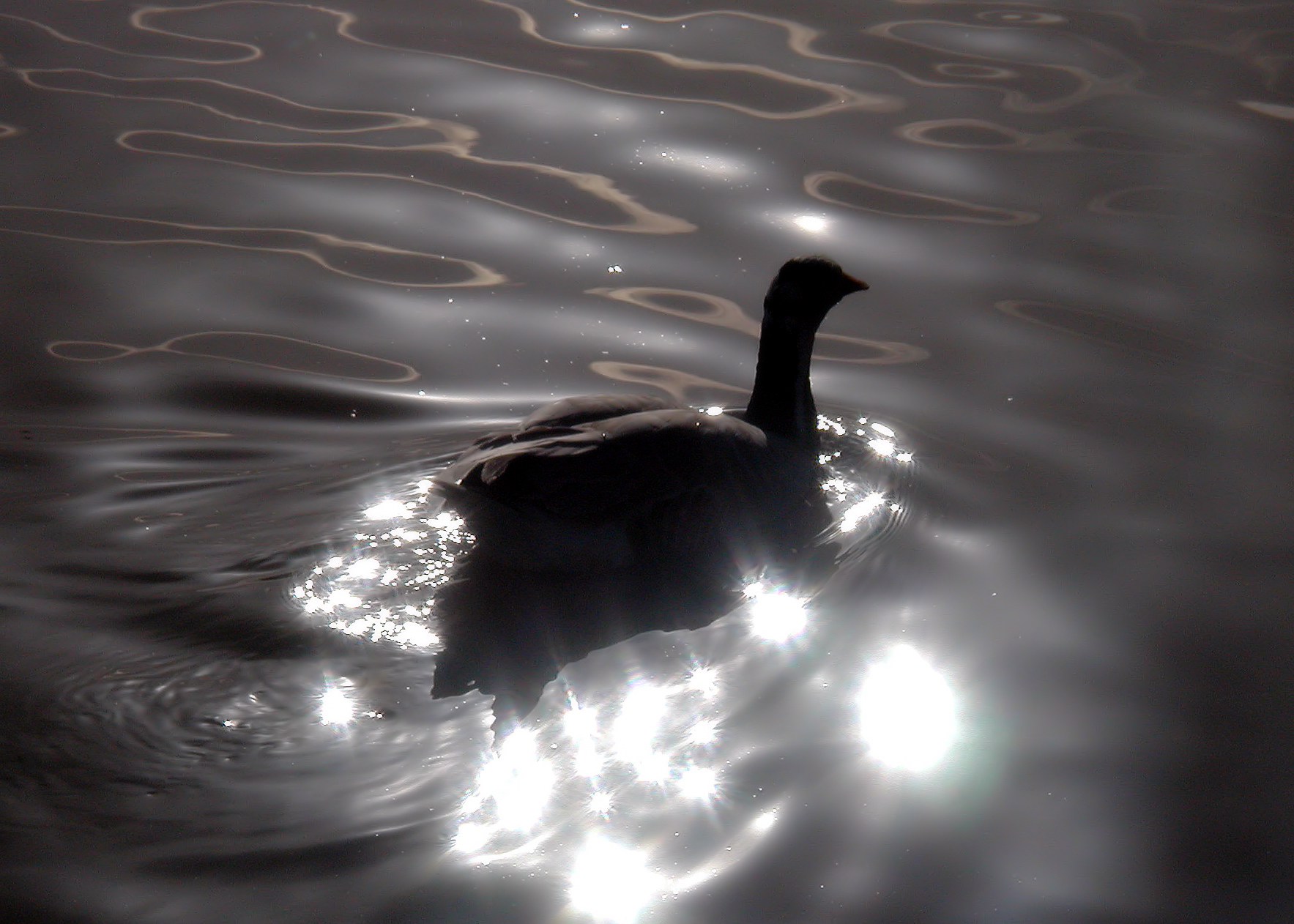

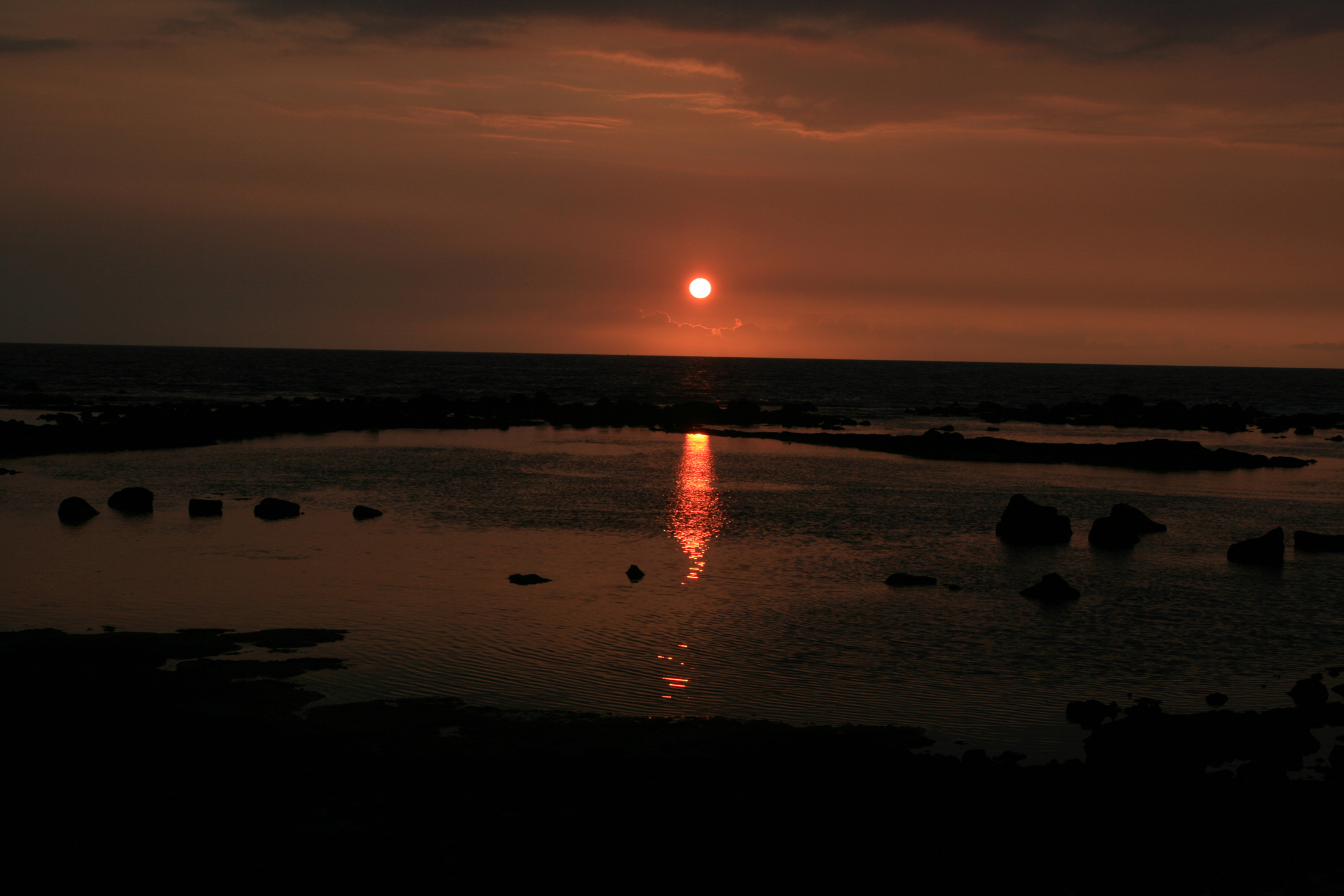

هو ضوء مشرق يتشكل عندما تُعكَس اشعة الشمس عن امواج الماء، ويمكن ان تكون هذه الامواج ناجمة عن الحركة الطبيعية للماء، أو عن حركة الطيور فوق الماء. ومن الممكن أن يُعكس هذا الضوء من التموجات في الصخور فينتج بريق لحظي.

## آلية الحدوث
عندما يكون السطح أملساً مثل الماء فإنه سيعكس ضوء الشمس في زوايا مختلفه عند كل نقطه على السطح. ونتيجة لذلك، فان المشاهد في نقطة ما سيرى العديد من الانعكاسات الصغيرة من اشعة الشمس والتي شكلتها أجزاء من الأمواج التي تُوَجَّه بشكل صحيح لتعكس ضوء الشمس لعيون المشاهد. النمط الدقيق الذي يتكون يعتمد على الموقع الدقيق للمشاهد.
لون وطول هذا البريق يعتمد على ارتفاع الشمس؛ حيث انه كلما انخفضت الشمس كلما كان البريق أكثر احمراراً. عندما تكون الشمس منخفضه عن الأفق، ويُفصل هذا البريق بالأمواج فإنه يمكن ان يسبب عرقلة في بعض الأحيان لضوء الشمس فتتكون الظلال.
من المهم ذكره ان هذا البريق المتكون يمكن ان يكون ساطعا بما يكفي للاضرار بعيون المرء وينبغي توخي الحذر اثناء مراقبته.